# Albert van Ouwater
Albert van Ouwater – niderlandzki malarz pochodzący z Oudewater koło Gouda.
Jego działalność, datowana na lata 1440 – 1465, skupiała się w Haarlemie. W źródłach historycznych wzmiankowany jest w 1467 roku przy okazji pogrzebu jego córki w St Bavo w Haarlemie. Był prekursorem nowego stylu w Holandii w duchu Jana van Eycka. Według historyka sztuki Karla van Mandery, był nauczycielem Geertgena tot Sint Jansa. Identyfikowano go również z Mistrzem Sybilli Tyburtańskiej lub z Lambrechtem Rutgebssoenem.
Wpływ na jego sztukę może mieć niderlandzki malarz Dirk Bouts, choć nie ma na to jednoznacznych dowodów. Do dziś zachowało się niewiele dzieł Ouwatersa. Z dużym prawdopodobieństwem spod jego ręki wyszło Wskrzeszenie Łazarza, znajdujące się obecnie w berlińskim Gemäldegalerie. Autorstwo innych przypisywanych mu obrazów jest dyskusyjna.

## Obrazy
- Wskrzeszenie Łazarza –  1455 – 1460, deska 122 × 92, Gemäldegalerie
- Głowa donatora – kolekcje w Nowym Jorku
- Rozesłanie apostołów – Aschaffenburg, Striftskirche
- Św. Michał i św. Jan – Grenada